# CA Talleres (Remedios de Escalada)

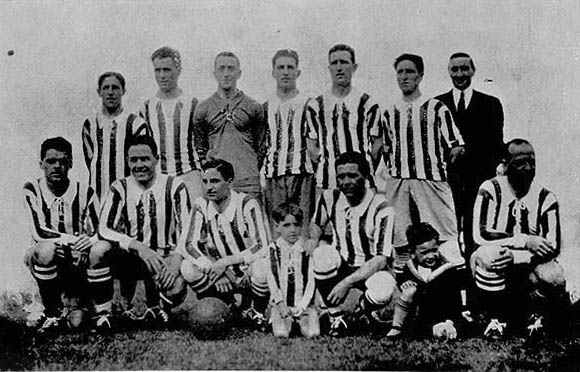
Kampioen van de tweede divisie, 1925

Club Atlético Talleres is een voetbalclub uit Remedios de Escalada, Buenos Aires, Argentinië. De club is opgericht in 1906.

## Geschiedenis
Club Atlético Talleres werd op 1 juni 1906 opgericht onder de naam Talleres United Football Club, waarmee de trend werd gevolgd om Argentijnse clubs een Engelse naam te geven. In de loop van de 20ste eeuw veranderde de club meerdere keren van naam en werd er verschillende keren gefuseerd met andere clubs. In 1934 ging de club samen met CA Lanús, maar niet veel later werd dit verbond alweer verbroken. In 1938 degradeerde de club uit de hoogste divisie en het kwam daarna nooit meer terug. In de daaropvolgende periode speelde Talleres afwisselend in de verschillende lagere divisies.

## Stadion
Club Atlético Talleres speelt zijn thuiswedstrijden in het Estadio de Talleres de Remedios de Escalada. Dit stadion biedt plaats aan 15.000 toeschouwers, maar wordt uitgebreid.

## Bekende (ex-)spelers
- Germán Denis
- Gustavo Quinteros
- Fernando Redondo
- Javier Zanetti